# Аванс (Гарона)
Аванс  (фр. Avance) је река у Француској. Дуга је 56 km. Улива се у Гарону. 